# Cybalobotys nyasalis
Cybalobotys nyasalis là một loài bướm đêm trong họ Crambidae.